# بيبيانا شتاينهاوس
بيبيانا شتاينهاوس ويب (ولدت في 24 مارس 1979) هي حكم كرة قدم ألمانية. كانت تحكم في نادي MTV Engelbostel-Schulenburg من اتحاد كرة القدم في ساكسونيا السفلى، ولكن منذ أكتوبر 2020 عملت فقط كحكم مساعد. كانت حكماً في الاتحاد الدولي لكرة القدم وصنفت حكم فئة النخبة للسيدات في الاتحاد الأوروبي لكرة القدم.

## مهنة التحكيم

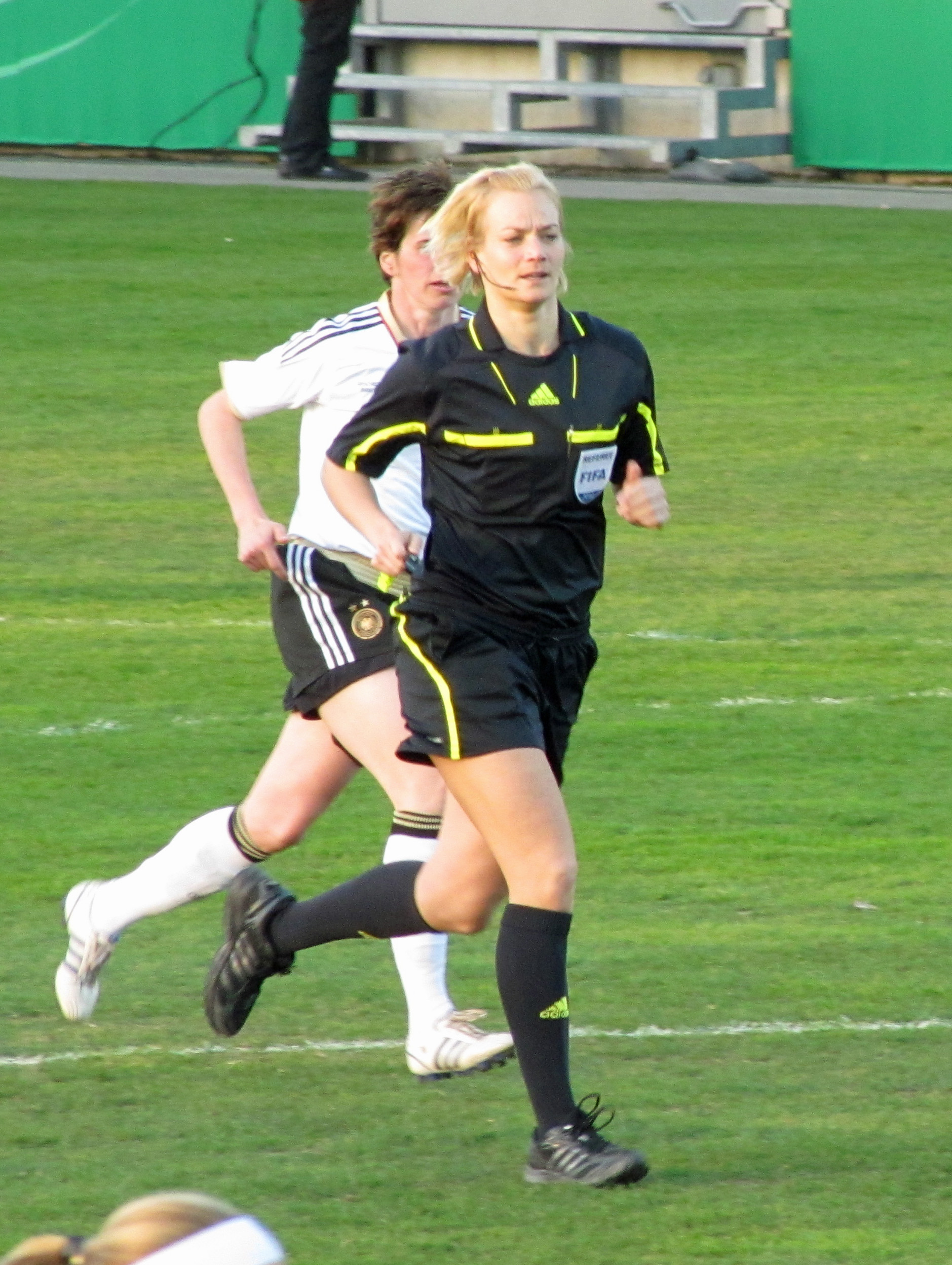
شتاينهاوس خلال إدارة مباراة «شهادة بيرجيت برينز» عام 2012.

قبل أن تصبح حكماً مثل والدها، لعبت شتاينهاوس كلاعب كرة قدم في فريق إس في باد لوتربيرج.
أصبحت شتاينهاوس حكماً لنادي SV Bad Lauterberg وبدأت في Frauen-Bundesliga بعد حصولها على شهادة دي إف يي في 1999، بعد أن تلقت دورات احترافية منذ سن 15. انتقلت إلى الدوري الإقليمي في عام 2001 وكانت الحكم الرئيسي لنهائي DFB-Pokal der Frauen لعام 2003 بين 1. FFC Frankfurt وFCR 2001 Duisburg في عام 2003. بدأت شتاينهاوس في التحكيم في دوري الدرجة الثانية للرجال في عام 2007، مما جعلها أول امرأة تحكم في كرة القدم المحترفة الألمانية للرجال. اختيرت أيضًا للتحكيم في كأس العالم للسيدات تحت 20 سنة 2008 وكأس الأمم الأوروبية للسيدات 2009، وكأس العالم للسيدات تحت 20 سنة 2010.
كانت شتاينهاوس واحدة من ستة عشر حكماً اختارهم الفيفا في كأس العالم للسيدات 2011، حيث أدارت مباراتين في دور المجموعات والمباراة النهائية بين اليابان والولايات المتحدة. اختيرت لإدارة مباراة الميدالية الذهبية لكرة القدم للسيدات في دورة الألعاب الأولمبية الصيفية 2012، أيضًا بين اليابان والولايات المتحدة.
في 12 مايو 2017، اختار الاتحاد الأوروبي لكرة القدم شتاينهاوس للتحكيم في المبارة النهائية لنهائي دوري أبطال أوروبا للسيدات 2017، الذي أقيم بين ليون وباريس سان جيرمان في كارديف. بعد أسبوع واحد، قام الاتحاد الألماني بترقيتها لتتولى إدارة الدوري الألماني الممتاز لموسم 2017-18، لتكون أول حكم أنثى في تاريخ الدوري. أدارت شتاينهاوس أول مباراة لها في الدوري الألماني، وهي تعادل 1-1 بين هيرتا برلين وفيردر بريمن، في 10 سبتمبر 2017. عرضت مضيفة هيرتا «تذاكر بيبيانا» الترويجية بنصف السعر للمشجعين. حصلت شتاينهاوس على لقب أفضل حكم نسائي من قبل الإتحاد الألماني لكرة القدم في عام 2018.
كانت شتاينهاوس هدفًا للإيذاء والحوادث المثيرة للجدل في عدة مناسبات، بما في ذلك مواجهة جسدية من مدرب بايرن ميونيخ بيب غوارديولا أثناء خدمته حكم رابع في مباراة 2014، وتحسس إحدى لاعبيها بطريق الخطأ في صدرها في عام 2010. وفي نادي فورتونا دوسلدورف أُقف كريم دميرباي لخمس مباريات من قبل ناديه بعد أن أدلى بتعليق متحيز ضد شتاينهاوس، والذي طردته بعد الحصول على بطاقة صفراء ثانية. ألغت IRIB الإذاعة الحكومية الإيرانية، بثها لمباراة البوندسليجا في فبراير 2019 بسبب تسمية شتاينهاوس رئيسًا للحكم. وكانت القناة التلفزيونية قد بثت في وقت سابق مباراة تديرها شتاينهاوس، لكنها قطعت عن اللقطات الجماعية بدلاً من استخدام لقطات شتاينهاوس المقربة في البث العادي.
عيينت شتاينهاوس لإدارة كأس السوبر 2020 بين بايرن ميونيخ وبوروسيا دورتموند في 30 سبتمبر 2020. وأعلنت أن المباراة ستكون الأخيرة في مسيرتها التحكيمية.

## حياتها الشخصية
تعيش شتاينهاوس في لانغنهاغن، وهي ضابط شرطة مدرب برتبة كبير المفتشين. وهي متزوجة من الحكم الإنجليزي هوارد ويب.

## التكريم
- أفضل حكم امرأة في العالم بحسب الاتحاد الدولي لتاريخ وإحصاءات كرة القدم: 2013، 2014، 2017،[20] 2018
- أفضل حكم امرأة في العالم الاتحاد الدولي لتاريخ وإحصاءات كرة القدم للعقد 2011-2020[21]

## وصلات خارجية
- بيبيانا شتاينهاوس على موقع Soccerway.com (الإنجليزية)
- بيبيانا شتاينهاوس على موقع أوليمبيديا (الإنجليزية)